# Sylvietta ruficapilla
El crombec orejirrufo (Sylvietta ruficapilla) es una especie de ave en la familia Macrosphenidae, es propia del centro de África.

## Distribución y hábitat
Se la encuentra en Angola, República del Congo, República Democrática del Congo, Malawi, Mozambique, Tanzania, Zambia, Zimbabue, y posiblemente Botsuana. Su hábitat natural son los bosques secos tropicales las zonas de arbustos secos, y las zonas arbustivas tropicales.